# Афродизіяки
Афродизіяки — студійний альбом українського рок-гурту Мертвий півень спільно з Віктором Морозовим. Виданий 2003 року.

## Список пісень
1. Наша зима — муз. В. Морозова, вірші Олега Лишеги
2. Джульбарс — муз. В. Морозова, вірші Віктора Неборака
3. Чуєш, мила — муз. і вірші М. Півня
4. Музика, що пішла — муз. В. Морозова, вірші Івана Малковича
5. Переваги окупаційного режиму — муз. М. Півня, вірші Сергія Жадана
6. Біла квітка — муз. В. Морозова, вірші Миколи Воробйова
7. Карколомні перетворення- муз. М. Півня, вірші В. Неборака
8. Не від того я помру — муз. В. Морозова, вірші Ярослава Довгана
9. Карусель — муз. М. Півня, вірші Юрка Позаяка
10. Пісня 551 — муз. В. Морозова, вірші О. Лишеги
11. Душко моя — лемківська народна пісня
12. Літо буде — муз. М. Півня, вірші Г. Гдаль
13. Oh my dear Ukraine — муз. і вірші Костянтина Москальця

## Виконавнці
- Віктор Морозов — вокал, акустична гітара
- Місько Барбара — вокал
- Роман Чайка — електрична гітара
- Олег «Джон» Сук — бас гітара
- Іван Небесний — клавішні
- Юрко Чопик — акустична гітара
- Андрій Надольський — барабани

Записано під час концертів у листопаді 2002 року.